# Slobozia Blăneasa
Slobozia Blăneasa – wieś w Rumunii, w okręgu Gałacz, w gminie Negrilești. W 2011 roku liczyła 924 mieszkańców.